# The Silver Case
The Silver Case (シルバー事件?, Shirubā Jiken) è un videogioco d'avventura sviluppato da Gōichi Suda per Grasshopper Manufacture e pubblicato da ASCII Entertainment. Il gioco è stato pubblicato solo per PlayStation nel 1999, ma è anche in programma un remake per Microsoft Windows a data indefinita.

## Trama
Il gioco è diviso in due trame: il "Transmitter" (scritto da Goichi Suda) ed il "Placebo" (scritto da Masahi Ooka e Sako Kato): entrambe le storie hanno il loro protagonista.

### Transmitter
Transmitter è diviso in sei capitoli:

#### Lunatics
Il detective quarantaquattrenne della polizia Tetsuguro Kusabi sta tornando a casa durante una notte di luna piena: durante la strada di ritorno si ferma davanti ad un uomo in piedi in mezzo alla strada, che dopo pochi secondi gli spara con una pistola. Tetsuguro, schivato il proiettile per un pelo, vede il criminale scappare verso un faro. Kusabi allora chiama i rinforzi ed arrivano perciò sul luogo 3 agenti della HMD (le forze speciali del gioco), tra cui il protagonista AKIRA, per indagare. Arrivati in cima al faro trovano morto il criminale (identificato come Ryo Kazan, uno dei personaggi centrali del precedente gioco di Suda51, Moonlight Syndrome: il capitolo funge infatti da "finale" per il suddetto gioco), e vicino una donna tremante sotto shock. Questa comincerà a ripetere parole a caso, ed alla fine Tetsuguro le sparerà per evitare che uccida AKIRA.

#### Decoyman
In questo caso Tetsuguro Kusabi ed il giovane detective Sumio Kodai indagheranno insieme sulla misteriosa scomparsa di tre bambini. Inoltre i membri del team di AKIRA moriranno tutti (eccetto lui) mentre cercavano di catturare Kamui che era riuscito a scappare in un bosco. Inoltre Tokio Morishima (protagonista del placebo report) chiamerà Kusabi e Kodai, dicendo di aver intravisto Kamui in un negozio.

#### Spectrum
Nel caso di Spectrum si dovrà trovare la verità sul rapimento di un bambino di nome Kouichi Sugita, ed occuparsi anche della protezione del suo migliore amico, Shibikaru Kobaya, scampato all'aggressione ma rimasto sotto shock e temporanea perdita della memoria a causa del trauma. I ricordi d'infanzia dei protagonisti rifioriranno durante il caso.

#### Parade
Nel 24º Distretto si sono sempre verificate proteste a causa dell'inquinamento ambientale della zona. Recentemente, le proteste si sono fatte più violente ed hanno portato a omicidi e violenza su persone. Il passato di Sumio Kodai verrà coinvolto durante l'indagine.

#### Kamuidrome
Si tratterà di un caso in cui le forze speciali si occuperanno di catturare Kamui dopo il misterioso suicidio della cantante Sayaka Baian, che era in qualche modo collegato al criminale. Nel finale del capitolo si scoprirà che in realtà esistevano più Kamui, ovvero persone diverse che non avevano niente a che fare fra loro ma con la sua stessa personalità.

#### LifeCut
Sarà il capitolo conclusivo, in cui anche il protagonista del Placebo Report Tokio Morishima sarà coinvolto direttamente dopo aver scoperto la realtà dei fatti. Un ragazzo nerd di nome NEZ metterà a dura prova la pazienza di Tetsuguro cercando di ostacolarlo in tutti i modi.

#### Tamura
Epilogo del gioco, chiamato anche semplicemente "!".

## Placebo Report
Il Placebo Report è invece incentrato sull'indagine del giornalista freelance Tokio Morishima, che dopo essere stato rapito da Kamui Uehara e poi salvato da AKIRA, decide di dare una mano con i mezzi a sua disposizione. Sarà infatti Tokio a scoprire la verità su Kamui Uehara, che era strettamente legata a tutte le persone che indagavano sul suo conto, che questo aveva ucciso, tentato di uccidere o rapito (come lui).

## Personaggi

### Kamui Uehara
Kamui appare in entrambe le trame del gioco. Originariamente, era un serial killer del 24º Distretto, colpevole di violenti (e bizzarri) omicidi. Arrestato da Tetsuguro Kusabi 20 anni prima gli avvenimenti del gioco, venne rinchiuso in un ospedale psichiatrico. Successivamente evase e continuò la sua attività pazzoide. Cercherà in tutti modi di togliersi le forze speciali di dosso.

### Transmitter

#### Eroe (AKIRA)
L'eroe può avere un qualunque nome gli si dia. Il nome di deafault è AKIRA. Si occuperà di risolvere il caso di Kamui Uehara e di catturarlo. In tutto il gioco, non parlerà una sola volta, ed è possibile vederlo solo in una immagine del gioco nell'introduzione e nel caso Kamui Drome.

#### Tetsuguro Kusabi
Veterano delle forze di polizia della 24ª Via. Ha risolto diversi casi, fra cui quello di Kamui Uehara 20 anni prima degli avvenimenti del gioco, ha un modo di risolvere i casi tutto suo ed è diventato così come una "leggenda vivente" nella polizia. Il gioco d'azzardo ed il vizio gli ha un po' rovinato i rapporti con le persone che lo circondano.

#### Sumio Kodai
Giovane detective, membro della Seconda Divisione d'indagine sui crimini violenti. Collabora assieme a Kusabi per privare a fermare Kamui Uehara. Ha spesso reazioni infantili. Durante il caso Parade, giura vendetta sulla gang che aveva violentato una bambina di 8 anni.

#### Shinji Kotobuki
È il capo della polizia del 24º distretto. È famoso per l'abitudine di portare sempre grossi occhiali da sole.

#### Kiyoshi Morikawa
Altro membro della polizia, un bravo ragazzo. Lavora nella polizia da prima di Tetsuguro Kusabi. Porta sempre occhiali da sole e una giacca in pelle. Collaborerà molto nel caso Spectrum e, anche se spesso lavora da solo, si avvicinerà molto alla verità da solo.

#### Morichika Nakategawa
Membro della polizia, di 25 anni. È il figlio del sindaco della città, ma odia essere riconosciuto solo per il padre. Precedentemente lavorava nella scientifica

### Placebo Report

#### Tokio Morishima
Il protagonista del "Placebo Report". Non ha alcun ricordo d'infanzia, ma durante il gioco li riacquisterà. Prima lavorava in una grande società di telecomunicazioni, ma ora è un giornalista freelance. Vive in un appartamento di Typhoon, nella periferia del 24º Distretto, assieme ad una tartaruga di nome "Akamimi", che gli fu inviata per caso. È un cliente abituale del bar "Jack Hammer", e scrive molto nel suo diario.

#### Erika Yukawa
Ex collega ed amante di Morishima. Ora è la moglie dell'ex capo Inohana Morishima. Rincontrerà durante il caso Tokio e lo aiuterà durante le indagini.

## Modalità di gioco

### Gioco interattivo
Il giocatore si muove attraverso una serie di situazioni in una prospettiva in prima persona. Il personaggio può muoversi da nodo a nodo su una griglia invisibile (ma con una grafica 3D in tempo reale), ruotando la visuale in orizzontale e verticale. Si può anche parlare con gli altri personaggi o raccogliere oggetti.

### Parte narrata (Window Film)
La parte narrata, che compone la maggior parte del gioco, è presentata con un unico stile chiamato dagli sviluppatori "Window Film".
Quando si entra in un dialogo, vengono visualizzate più finestre sullo schermo, cambiando la loro posizione e le dimensioni a seconda della scena. Questa interfaccia è nato un unico senso di dinamismo e tensione. Esistono diversi tipi di "finestre":

#### Finestra 3D
Quando l'Eroe si muove, la schermata è in 3D poligonale. Durante diverse conversazioni del gioco, viene spesso visualizzato sullo sfondo il luogo dove si svolgono i fatti, con continue rotazioni di telecamere.

#### Film Window e Finestra Grafica
Film Window sono le parti filmate con attori reali. Esempi si possono vedere nei casi di Spectrum, Parade e Kamui Drome.
Le Finestre Grafiche sono anch'essi filmati, ma con grafica computerizzata "alla cartoon".

#### Finestra Testo
Finestra che mostra i dialoghi del gioco. Possono apparire sotto la Finestra Volto (vedi sotto) e cambiare dimensione a seconda del testo. Comprende anche i vari testi di epiloghi ecc..., come l'introduzione dei capitolo, la News Letter del PC della propria stanza. Il suono che producono i caratteri quando appaiono ricordano molto quelli di una macchina da scrivere.

#### Finestra Volto
Finestra che mostra il volto e le espressioni dei personaggi. Cambiano spesso durante i dialoghi a seconda delle emozioni dei personaggi.

#### Finestra Comandi
È la finestra dei comandi: ha una "bussola" con le lettere "M" "C" "I" "S", che si muovono a seconda dei movimenti del personaggio. Ha inoltre una funzione "IMPLEMENT" (per l'uso di oggetti particolari) e "SAVE" (per i salvataggi).

### Altro
Le Finestre continuano spesso a muoversi anche durante i dialoghi, anche a seconda del ritmo della musica. Possono anche apparire per dare suggerimenti riguardanti puzzle, e a volte possono anche sovrapporsi fra loro per aggiungere anche frasi filosofiche o comiche.

## Silver Case: 25 Ward
Silver Case: 25 Ward (シルバー事件25区 Sivaa Jiken 25 Ku) è un capitolo extra di The Silver Case, che include approfondimenti al gioco originale, sui personaggi e capitoli extra. Il gioco venne pubblicato per I-mode il 3 ottobre 2005, e per Yahoo! Keitai il 18 gennaio 2006. Era in programma un remake del gioco per Nintendo DS / Nintendo 3DS, che è stato in seguito cancellato.

### Correctness -凶悪犯罪課編-
- 01 New World Order
- 02 Good Looking Guy
- 03 Boys don't cry
- 04 Transmitter digital man
- 05 Electride

### Match Maker -地域調整課編-
- 01 Underground Theater
- 02 Quiet Cradle
- 03 About Nighthawk
- 04 The Lunar Orbit
- 05 Moon over 25

### Placebo Report -ﾓﾘｼﾏﾄｷｵ編-
- 01 NAGARE
- 02 TIGIRI
- 03 YOGORE
- 04 SIZUKU
- 05 MISOGI

## Remake per Nintendo DS/3DS
Durante il discorso del "Punk's not dead" alla Game Developers Conference del 2007, Goichi Suda annunciò che The Silver Case, così come Silver Case: 25 Ward, sarebbero stati convertiti per Nintendo DS. Successivamente, durante un'intervista con Gamasutra, Suda disse che il gioco avrebbe avuto una traduzione in Inglese e una pubblicazione al livello mondiale. Invece, il 25 luglio 2009, Suda ha annunciato che la conversione a Nintendo DS era completa, ma che necessitava revisioni di trama e gameplay al fine di risultare competitivo con i giochi attuali e gradevole per la generazione attuale di giocatori. Successivamente il gioco venne momentaneamente sospeso per permettere al team di Grasshopper Manufacture di potersi concentrare su No More Heroes 2: Desperate Struggle.
Il 10 maggio 2010, Goichi Suda prese in giro i fan mostrando se stesso giocando al remake per DS, via Ustream. Originariamente riportata la notizia sul blog di giochi giapponesi Hachimaki, è venuto alla luce durante la pre-conferenza Nintendo al Tokyo Game Show del 7 settembre 2011 che il progetto di conversione per Nintendo DS è stato spostato su Nintendo 3DS. In seguito anche questa versione è stata cancellata definitivamente.

## PlayStation Network
Il 10 dicembre 2008, The Silver Case è stato pubblicato sul PlayStation Store giapponese, come titolo PSOne Classic.

## Remake per Microsoft Windows
Nel mese di aprile del 2016 viene annunciato un remake del titolo per PC, poi pubblicato il 6 Ottobre dello stesso anno. Il remake sfrutta il motore grafico Unity 5 ed è uscito per Steam e sullo store proprietario di Playism, che ha collaborato con Grasshopper per la localizzazione. Nel 2018 è poi stato rifatto anche Silver Case: 25 Ward.